# ロストマン/sailing day
「ロストマン/sailing day」（ロストマン/セイリング・デイ）は、BUMP OF CHICKENの6枚目のシングル。2003年3月12日にトイズファクトリーから発売された。

## 概要
- BUMP OF CHICKEN初の両A面シングル。
- 曲順を入れ替えた『ONE PIECE』仕様のシングルが3ヶ月限定生産で販売された。
- 初動売上はシングルでは初めて10万枚を突破した。また、本作が初登場2位を記録した週に1枚目のシングル「LAMP」が、発売から3年をかけてオリコンチャート181位にランクインした。
- ジャケット写真の場所は中目黒駅で、真冬の深夜から早朝にかけて撮影された。

## 収録曲
- 全曲作詞・作曲：藤原基央　編曲：BUMP OF CHICKEN

1. ロストマン (5:04)
「切り取った」という歌詞が登場することから仮タイトルは「シザーズソング」であった[要出典]。
作詞のみで約9ヶ月間が費やされた楽曲[1]で、藤原は「この曲を完成させるのにどうしようも無いぐらいひどく時間がかかったが、そのために費やした時間は本当に必要な時間だったと思う。自分にとって「ロストマン」の制作は次の段階に進むために必要な通過儀礼のようなものだった。」と語った[2]。
また、藤原は当時のラジオ番組にゲスト出演した際、「人によって解釈はそれぞれあっていいが、この曲は「失敗した今の自分」と「失敗しなかった場合の自分」とがいつか再会を約束する曲である」という趣旨の発言をしている[3]。
桜井和寿（Mr.Children）は2000年代で最も印象に残った曲としてこの曲を挙げている[4]。後に桜井はBank Bandのライブにおいて、この曲をカバーした。
発売から16年後の2019年には、サッポロビール「第95回箱根駅伝用オリジナルCM」年始特別バージョン『第95回箱根駅伝 箱根駅伝その先へ』CMソングに起用されている[5]。
2. sailing day (4:03)
東映配給映画『ONE PIECE THE MOVIE デッドエンドの冒険』主題歌。
新曲としてのタイアップは初となった。またアニメ作品とのタイアップも初となった（メンバー4人とも『ONE PIECE』のファンであったためタイアップが実現した）。
PVには『ONE PIECE』の主人公のモンキー・D・ルフィの姿の人が登場している。
2019年には、「記念撮影」（2017年リリース）がテーマ曲として起用されている日清食品・カップヌードルのCMシリーズ「HUNGRY DAYS」にて、『ONE PIECE』の登場人物にスポットを当てた『ワンピース ゾロ篇』『ワンピース ナミ篇』が制作され、BUMP OF CHICKENは約16年ぶりの同作とのコラボレーションを果たしている。

- 隠しトラックには限定盤・通常盤ともに「おもち」（作詞・作曲:BUMP OF CHICKEN）が収録されている。

## 収録アルバム
- 『ユグドラシル』（#1・#2）
- 『BUMP OF CHICKEN I [1999-2004]』（#1・#2）

## カバー
ロストマン
- Bank Band - 2016年、野外音楽フェスティバル『Reborn-Art Festival × ap bank fes 2016』および『MUSIC for ASO 2016 supported by ap bank』で披露された[6]。

sailing day
- 堀江美都子 - 2020年、『One Voice』[7]
- きただにひろし - 『ONE PIECE COVER SONGS～仲間の印×～』（2025年3月26日）[8]